# Чачагуи
Чачагуи (исп. Chachagüí) — город и муниципалитет на юго-западе Колумбии, на территории департамента Нариньо. Входит в состав Центральной провинции.

## История
Поселение, из которого позднее вырос город, было основано 14 января 1574 года. Муниципалитет Чачагуи был выделен в отдельную административную единицу в 1993 году.

## Географическое положение

Муниципалитет Чачагуи

Город расположен в восточной части департамента, в горной местности Центральной Кордильеры, на расстоянии приблизительно 13 километров к северу от города Пасто, административного центра департамента. Абсолютная высота — 1982 метра над уровнем моря.
Муниципалитет Чачагуи граничит на севере с территорией муниципалитета Сан-Лоренсо, на северо-западе — с муниципалитетом Таминанго, на западе — с муниципалитетами Эль-Тамбо и Ла-Флорида, на юго-западе— с муниципалитетом Нариньо, на юге — с муниципалитетом Пасто, на востоке— с муниципалитетом Буэсако. Площадь муниципалитета составляет 152 км².

## Население
По данным Национального административного департамента статистики Колумбии, совокупная численность населения города и муниципалитета в 2015 году составляла 13 784 человека.
Динамика численности населения муниципалитета по годам:
| 2005   | 2006   | 2007   | 2008   | 2009   | 2010   | 2011   | 2012   | 2013   | 2014   | 2015   |
| ------ | ------ | ------ | ------ | ------ | ------ | ------ | ------ | ------ | ------ | ------ |
| 12 792 | 12 923 | 13 013 | 13 114 | 13 211 | 13 308 | 13 408 | 13 504 | 13 606 | 13 692 | 13 784 |

Согласно данным переписи 2005 года мужчины составляли 50,8 % от населения Чачагуи, женщины — соответственно 49,2 %. В расовом отношении белые и метисы составляли 99,7 % от населения города; негры, мулаты и райсальцы — 0,2 %; индейцы — 0,1 %.
Уровень грамотности среди всего населения составлял 87,9 %.

## Экономика
Основу экономики Чачагуи составляет сельское хозяйство.
54,2 % от общего числа городских и муниципальных предприятий составляют предприятия торговой сферы, 40,6 % — предприятия сферы обслуживания, 4,1 % — промышленные предприятия, 1,1 % — предприятия иных отраслей экономики.

## Транспорт
Через город проходит национальное шоссе № 25 (исп. Ruta Nacional 25). К северу от Чачагуи расположен аэропорт.